# Exile in Guyville
Exile in Guyville è il primo album in studio della cantautrice statunitense Liz Phair, pubblicato il 22 giugno 1993 dalla Matador Records. È stato registrato alla Idful Music Corporation di Chicago tra il 1992 e il 1993 e prodotto da Phair e Brad Wood. E' stato certificato come disco d'oro nel 1998 e nel 2020 è stato inserito nella lista I 500 migliori album secondo Rolling Stone, al numero 56.

## Descrizione
Nell'estate del 1991, Liz scrisse e registrò canzoni su audiocassette, che fece circolare a Chicago con lo pseudonimo Girly-Sound. Inizialmente, inviò solo due cassette, una a Tae Won Yu della band Kicking Giant e l'altra a Chris Brokaw dei gruppi Come e Codeine. I destinatari delle cassette Girly-Sound ne fecero circolare copie con altri primi fan.
John Henderson, proprietario dell'etichetta indipendente di Chicago, Feel Good All Over, ascoltò le cassette e contattò Liz. Ben presto lei si trasferì nel suo appartamento e iniziò a fargli ascoltare le sue canzoni. Henderson coinvolse il produttore Brad Wood per aiutarlo a sviluppare i demo a 4 tracce in brani completi. Inizialmente, le registrazioni di Liz avrebbero dovuto uscire con l'etichetta di Henderson. Tuttavia, l'intero processo fu reso difficile dal fatto che lui e Liz avevano idee opposte sulla direzione da prendere in termini di suono. Henderson preferiva un suono essenziale ma preciso, possibilmente con musicisti esterni, mentre Liz desiderava un suono più pieno. Liz ha dichiarato: "Entrambi volevamo qualcosa per me. Lui proiettava su di me quello che voleva che fosse la mia musica, il che era sbagliato. Così l'ho ignorato". Alla fine, Henderson smise di presentarsi in studio, il che spinse Liz a lasciare il suo appartamento e a iniziare a lavorare esclusivamente con Brad Wood su quello che sarebbe diventato Exile in Guyville.
Alla fine, una cassetta di Girly-Sound arrivò al capo della Matador Records. Nonostante l'esito delle sessioni di registrazione, Henderson informò Brad Wood che la Matador era interessata a Liz. Di conseguenza, Liz contattò la Matador nel 1992 e la misero sotto contratto. Gerard Cosloy, co-presidente della Matador, dichiarò: "Di solito non mettiamo sotto contratto persone che non abbiamo incontrato, o di cui non abbiamo sentito altri dischi, o che non abbiamo visto come artisti. Ma ho avuto un presentimento, l'ho richiamata e le ho detto di sì".

### Packaging
Liz fu anche responsabile di gran parte del design grafico. In origine, la copertina dell'album era in gran parte basata su un collage e raffigurava "una signora grassa in una piscina". Nel 2008, Liz dichiarò che originariamente si trattava di "un'orgia di Barbie che galleggiavano in una piscina", un concetto che Matador rifiutò, affermando che un'opera d'arte del genere non avrebbe venduto. Il design finale della copertina è una foto di Liz in topless in una cabina fotografica, scattata e ritagliata da Nash Kato degli Urge Overkill. L'artwork interno è basato su quello dell'album del 1952 di Lopez Tejera, The Joys and Sorrows of Andalusia. Il booklet presenta anche un collage di diverse foto Polaroid di Liz, Wood, Rice (e vari altri personaggi), con una parafrasi di alcune battute del film Ispettore Callaghan: il caso Scorpio è tuo.

## Significato
Il termine Guyville deriva da una canzone omonima degli Urge Overkill. Liz Phair ha spiegato il concept dell'album in un articolo di Billboard, affermando: "Per me, Guyville è un concept che combina la mentalità da piccola cittadina di 500 abitanti tipo Knawbone, Kentucky, con la scena musicale indie di Wicker Park a Chicago, oltre all'isolamento di ogni posto in cui ho vissuto, da Cincinnati a Winnetka". Quando, durante un'intervista con Noah Adams nel suo programma radiofonico All Things Considered, le è stato chiesto del concept, ha spiegato: "Era uno stato d'animo e/o il quartiere in cui vivevo. Guyville, perché era sicuramente la loro sensibilità a contenerne l'estetica, capisci cosa intendo? Era una specie di roba da maschi - fumetti con persone davvero sfigurate e squilibrate, una sorta di costante amore per l'aberrazione sociale. Capisci cosa intendo? Questo tipo di mentalità maschile, sai, dove gli uomini sono uomini e le donne imparano". Alla domanda su cosa vedesse a Guyville, Liz ha risposto: "Tutti i ragazzi hanno i capelli corti, occhiali alla John Lennon, camicie di flanella, indossate con discrezione, non come una dichiarazione grunge. Stivali da lavoro".
Liz ha anche affermato che la maggior parte delle canzoni dell'album non parlavano di lei. Ha commentato: "Quelle cose non mi sono accadute, ed è questo che ha reso la scrittura interessante. Non mi connettevo con i miei amici. Non mi connettevo con le relazioni. Ero innamorata di persone a cui non importava nulla di me. Desideravo ardentemente far parte di una scena. Ero in una sorta di modalità posa, desiderando che accadessero per me cose che non stavano accadendo. Quindi volevo che sembrasse reale e convincente. Ho scritto l'intero album perché un paio di persone mi vedessero e mi conoscessero".
L'artista ha commentato in alcune interviste che l'album era una risposta canzone per canzone all'album dei Rolling Stones del 1972 Exile on Main St. Alcuni critici sostengono che l'album non sia una risposta chiara o ovvia canzone per canzone, sebbene Phair abbia sequenziato le sue composizioni nel tentativo di eguagliare la scaletta e il ritmo dell'album dei Rolling Stones.

## Accoglienza
Exile in Guyville ricevette il plauso della critica. Fu l'album numero 1 nel sondaggio di fine anno della critica su Spin e nel sondaggio dei critici di Village Voice Pazz & Jop.
Ebbe anche un discreto successo commerciale. I video di "Never Said" e "Stratford-On-Guy" furono trasmessi su MTV. Entro la primavera del 1994, aveva venduto oltre 200.000 copie, raggiungendo il numero 196 nella Billboard 200 e fu l'album di maggior successo dei Matador all'epoca. Nel 1998, fu certificato disco d'oro dalla RIAA.
Liz Phair reagì all'accoglienza di Guyville, dicendo: "Non capisco davvero cosa sia successo con Guyville. Era così normale, dal mio punto di vista. Non era niente di eccezionale, a parte il fatto che avevo completato un grande progetto, ma l'avevo già fatto prima... Essere emotivamente schietta è stata la cosa più radicale che abbia fatto. E questo è stato interpretato come qualcosa di più ampio in termini di ruolo delle donne nella società e ruolo delle donne nella musica... Volevo solo che le persone che pensavano che non valesse la pena parlare con me, mi ascoltassero". L'improvviso successo dell'album generò anche una risposta piuttosto negativa dalla scena musicale indie di Chicago. Phair commentò: "È strano... Guyville era così parte dell'indie. Ma allo stesso tempo... ero in una sorta di guerra con l'indie quando ho realizzato quel disco". Un altro problema emerso dal suo successo fu anche quello di dover affrontare la sua paura del palcoscenico.
Nonostante ciò, l'album ispirò numerosi imitatori, e il suono lo-fi e l'onestà emotiva dei testi di Phair furono spesso citati dalla critica come qualità eccezionali. Appare frequentemente nelle classifiche dei migliori album di molti critici. Si è classificato al 15° posto nella classifica "100 Greatest Albums, 1985-2005" di Spin. VH1 ha nominato Exile in Guyville il 96° miglior album di tutti i tempi. L'album si è classificato al 56° posto nella riedizione del 2020 della lista "The 500 Greatest Albums of All Time" di Rolling Stone (era al 328° posto nella lista originale del 2003 e al 327° posto nella revisione del 2012). Nel 1999, Pitchfork ha classificato Exile in Guyville come il quinto miglior album degli anni '90. Tuttavia, nella sua revisione del 2003, è salito al 30° posto. Robert Christgau lo ha inserito tra i suoi 10 migliori album degli anni '90.
Nel 2013, Bill Wyman del New Yorker lo definì "pateticamente uno degli album rock più potenti mai realizzati", affermando che ogni canzone "risuona potentemente". Lo descrisse come "probabilmente l'esempio per eccellenza" dell'indie rock. David Chiu di PopMatters scrisse che Exile gettava le basi del bedroom pop. Notò che diverse band e musicisti indie avevano tratto il loro "DNA musicale" dal disco, come Frankie Cosmos, Jay Som e altri.

## Ripubblicazioni

### Edizione 15° Anniversario (2008)
Nel 2008, Liz firmò con la ATO Records e pubblicò una ristampa per il 15° anniversario di Exile in Guyville il 14 giugno. Include tre brani inediti ("Ant in Alaska", una cover di "Say You" di Lynn Taitt e un brano strumentale indicato sul disco come "Standing") e un documentario in DVD.

### Girly-Sound to Guyville (2018)
Il 4 maggio 2018, Matador ripubblicò Exile in Guyville per il suo 25° anniversario. L'album fu rimasterizzato in CD, 2LP e digitale (18 file), ma anche in un cofanetto intitolato Girly-Sound to Guyville, contenente l'album originale rimasterizzato e le tre demo di Girly-Sound di Liz, disponibili in un cofanetto da 3CD e in un cofanetto da 7LP con un coupon per il download di 56 file. Inoltre, i tre nastri originali furono ristampati anche in cassetta e in digitale. Questa fu la prima volta che l'intero set di demo venne ufficialmente pubblicato. Assenti dalla ristampa sono i due demo Girly-Sound "Shatter" e "Fuck or Die", poiché Liz non riuscì a ottenere l'autorizzazione per i campionamenti utilizzati nei brani.
Il 22 giugno 2023, Liz pubblicò una traccia scartata dall'album intitolata "Miss Lucy". Il brano avrebbe dovuto essere incluso nell'album; tuttavia, fu infine sostituito con "Flower".

## Elenco delle tracce
Testi di Liz Phair.
1. 6'1 – 3:06
2. Help Me, Mary – 2:16
3. Glory – 1:29
4. Dance of the Seven Veils – 2:29
5. Never Said – 3:16
6. Soap Star Joe – 2:44
7. Explain It to Me – 3:11
8. Canary – 3:19
9. Mesmerizing – 3:55
10. Fuck and Run – 3:07
11. Girls! Girls! Girls! – 2:20
12. Divorce Song – 3:20
13. Shatter – 5:28
14. Flower – 2:03
15. Johnny Sunshine – 3:27
16. Gunshy – 3:15
17. Stratford-on-Guy – 2:59
18. Strange Loop? – 3:56

Durata totale: 55:40